# Eupàlion
Eupàlion (grec antic: Εὐπάλιον, llatí: Eupalium) fou una de les ciutats principals de la Lòcrida occidental, situada prop del mar, entre Naupacte i Eantea, segons diu Estrabó. Està situada a prop de la vila moderna d'Eupàlion o Efpàlio.
El general atenès Demòstenes la va triar l'any 416 aC per guardar el botí d'un pillatge, i poc temps després Euríloc, el cap militar espartà, la va ocupar junt amb Eneó, tal com explica Tucídides. Després de l'època d'Alexandre el Gran, va deixar de pertànyer a la zona d'influència del Regne de Macedònia i va caure en mans dels etolis. No va tardar a entrar a la Lliga Etòlia, i Filip V de Macedònia, quan va baixar a la regió l'any 207 aC, es va aturar a Èritres, que Titus Livi diu que no era gaire lluny i que probablement funcionava com a port d'Eupàlion.